# Centre d'études mongoles et sibériennes
 (mars 2017).
Le Centre d'études mongoles et sibériennes (CEMS) accueille jusqu'en 2019 une bibliothèque au sein de l'École pratique des hautes études française. Les études menées par les différents membres de ce centre de recherche portent principalement sur la Mongolie, la Sibérie et l'Extrême-Orient, ainsi que sur l'Asie centrale. Le 25 octobre 2019, les collections du centre sont reversées à la nouvelle bibliothèque du Campus Condorcet (grand établissement documentaire).

## Les débuts
Le CEMS est né en 1969 de la collaboration de différents jeunes chercheurs et étudiants, membres du Laboratoire d'ethnologie et de sociologie comparative et de l'INALCO. Ce nouveau groupe de recherches appartient alors au LESC[Quoi ?], et se trouve donc abrité par l'Université Paris-X Nanterre.

### Les premiers membres
- Roberte Hamayon figure parmi les membres fondateurs. Elle est alors chargée de l'enseignement de la langue mongole à l'INALCO depuis 1968, forte d'un voyage de six mois en Mongolie. Sa participation à la vie du CEMS se traduit entre autres dans sa forte collaboration à la revue annuelle du Centre.
- Parmi les autres premiers membres du Centre, et rédacteurs ou collaborateurs de la revue, citons : Marie-Lise Beffa, Laurence Delaby, Françoise Aubin, Namtcha Bassanoff, Jacques Legrand, etc.

### Fondation de la revue desÉtudes mongoles
- Cette revue vise à témoigner d'un intérêt pour les populations de Haute Asie, en portant un regard scientifique sur la linguistique et les phénomènes socio-culturels. À peine un an après la création du Centre, le premier numéro paraît sous le titre des Études mongoles (1970).
- Son nom évolue en Études mongoles et sibériennes à partir de 1976. En 2004, la revue est renommée Études mongoles et sibériennes, centrasiatiques et tibétaines (EMSCAT)[2] quand Katia Buffetrille en devient la directrice[3].

### Les appuis
- Les membres du CEMS sont principalement des enseignants, des étudiants ou des chercheurs de l'INALCO puis de l'université Paris-X Nanterre.
- La valeur scientifique du groupe s'est aussi développée en rapport au musée de l'Homme : son département d'Asie et Arctique est dirigé par Éveline Lot-Falck, ancienne élève de Marcel Mauss et collaboratrice d'Anatole Lewitsky. Également directeur d'études à l'École pratique des hautes études aux côtés de Claude Lévi-Strauss, É. Lot-Falck anime un séminaire portant sur les populations de Sibérie et de Mongolie.
- À la suite du décès de cette dernière, R. Hamayon prend la relève en 1974. Avec l'apport de L. Delaby, membre du musée de l'Homme, le séminaire conserve son orientation géographique et culturelle en reprenant les études sur le chamanisme.

Dès lors, le CEMS se trouve à la conjonction des études ethno-religieuses de l'EPHE, ethno-muséographiques du musée de l'Homme, et ethno-anthropologiques du LESC.

## Début des années 2000

### Activités
- En 2002, le CEMS quitte l'université Paris-X Nanterre pour appartenir de façon spécifique à l'EPHE. Il héberge l'une des plus riches bibliothèques d'Europe concernant la Sibérie et la Mongolie. Son fonds est consultable en ligne à partir du Sudoc et de la BULAC.
- Au début des années 2010, le CEMS compte plus d'une trentaine de membres actifs participant à la vie du Centre (ateliers, rencontres) : il s'agit principalement de chercheurs et d'étudiants.
- Depuis 2007, Jean-Luc Lambert (spécialiste de l'histoire et des sociétés finno-ougriennes) a succédé à R. Hamayon à la direction du CEMS.

### Revue
- La revue Études mongoles et sibériennes, centrasiatiques et tibétaines s'est ouverte aux formes numériques et dès le numéro 40 de 2009 est publiée uniquement sous forme électronique dans le portail OpenEdition Journals. Elle propose des articles généralement en français, mais aussi en anglais, russe, mongol... Les thématiques dominantes relèvent de l'ethnologie, de la linguistique ou encore de l'histoire.
- Une nouvelle collection est née en 2008, intitulée Nord-Asie et paraît de façon annuelle. Elle assure la publication de monographies à caractère ethnologique.

### Relations internationales
- Le CEMS entretient des échanges et des collaborations avec différents groupes de recherches ou institutions en Europe et dans le monde : université de Cambridge, université de Fairbanks, société Max Planck, université de Tallinn, INALCO, Réseau Asie, etc.